# Lucrèce Borgia (film, 1935)
Lucrèce Borgia je francouzský historický film z roku 1935, který režíroval Abel Gance a v hlavních rolích se objevili Edwige Feuillère, Gabriel Gabrio a Maurice Escande. Natáčel se ve studiích Saint-Maurice v Paříži. Scénografii navrhli umělečtí režiséři Henri Ménessier a René Renoux. Výkon Edwige Feuillère byl kritikou široce oceňován a výrazně posílil její kariéru.

## Zápletka
Intrikánský Cesare Borgia, syn papeže Alexandra VI., plánuje provdat svou sestru Lucrezii, aby posílil vlastní moc v Itálii. Lucrezia má však své vlastní plány.

## Obsazení
- Edwige Feuillère – Lucrezia Borgia
- Gabriel Gabrio – Cesare Borgia
- Maurice Escande – Jean Borgia, vévoda z Gandie
- Roger Karl – Rodrigo Borgia, papež Alexandr VI.
- Aimé Clariond – Niccolò Machiavelli
- Philippe Hériat – Filippo, sochař a milenec
- Jacques Dumesnil – Giannino Sforza, vévoda milánský
- Max Michel – Alfons Aragonský
- Louis Eymond – kapitán Mario, důstojník a milenec
- Jean Fay – Tybald
- René Bergeron – Pietro
- Gaston Modot – Fracassa
- Antonin Artaud – Girolamo Savonarola
- Marcel Chabrier – mnich a vyslanec Savonaroly
- Georges Prieur – Baron de Villeneuve
- Louis Perdoux – Carlo
- Yvonne Drines – Flamette
- Mona Dol – La Vespa
- Jeannine Fromentin – La Malatesta
- Josette Day – Sancia, Lucreziina společnice
- Daniel Mendaille – Micheletto, hlavní zabiják